# Corps Hasso-Nassovia Marburg
Das Corps Hasso-Nassovia Marburg ist eine pflichtschlagende und farbentragende Studentenverbindung im Kösener Senioren-Convents-Verband (KSCV). Das Corps vereint Studenten und Alumni der Philipps-Universität Marburg.

## Couleur und Wahlspruch
Hasso-Nassovia hat das Couleur lichtes maigrün-weiß-himmelblau mit silberner Perkussion. Dazu wird eine Studentenmütze in lichtem Maigrün getragen. Das Fuchsband ist weiß-lichtes maigrün-weiß.
Der Wahlspruch lautet Virtuti semper corona! Der Wappenspruch ist Vivant fratres intimo foedere iuncti! (V.F.I.F.I.).

## Geschichte

### Hassia Marburg
Das Corps Hassia wurde am 23. Juni 1807 durch Mitglieder Landsmannschaft Lahnania mit den Farben schwarz-grün-rot und dem Wahlspruch Virtus et honos fortificant circulum gestiftet. Die Farben soll schon um 1802 ein niederhessisches Kränzchen in Marburg im Umkreis des Harmonistenordens geführt haben. Seit 1824, wahrscheinlich schon seit dem 19. Juni 1822 führte sie die Farben grün-weiß-rot bei grünen Mützen. Nachdem einige Mitglieder wegen Streitigkeiten ausgetreten waren und am 29. November 1837 eine neue, sehr kurzlebige Marcomannia gestiftet hatten, löste Hassia sich am Ende des Wintersemesters 1837/38 auf. Sie wurde am 27. Mai 1838 erneuert. Teutonia Marburg, neben Hassia das einzige noch in das WS 1838/39 hinein bestehende Corps, war am 7. August 1825 mit den Farben blau-rot-gold und blauer Mütze gestiftet worden. Bei ihrer letzten Erneuerung am 12. Mai 1833 hatte sie die Farben blau-weiß-rot, dann blau-weiß-gold. Teutonia hatte sich am 13. November 1838 formell aufgelöst. Bei Streitereien, Satisfaktionsverweigerungen und Prügeleien auf dem Markt riss der (frühere) Senior der Hessen dem Senior der Teutonen den Bart aus. Deshalb musste auch Hassia sich Anfang 1839 auflösen. Nach den Kösener Corpslisten 1930 hatte sie bis dahin 601 Mitglieder. Zur 300-Jahr-Feier der Philipps-Universität hatte Hassia mit 46 Paaren und 16 Adjutanten mehr Vertreter gestellt als Teutonia, Lahnania und Hanovia zusammen.
Als im SS 1839 sowohl die Teutonen (10. Mai) als auch die Hessen (15. Juli) wieder aufmachten, änderten beide eine ihrer Farben. Teutonia kehrte zu blau-rot-gold zurück. Hassia fügte ihrem Namen Nassovia hinzu und wählte die Farben dunkelgrün-weiß-dunkelblau mit Silberperkussion. Das war eine Zusammensetzung der alten Farben der Hessen und der Göttinger Nassauer. Das Renoncenband war zunächst dunkelgrün-dunkelblau-weiß ohne Perkussion, wurde aber am 14. Juni 1841 in weiß-grün-weiß mit Silberperkussion geändert. Den Kern des Corps bildeten alle letzten Hessen, soweit sie wieder in Marburg aktiv wurden. Dazu zählten Otto von Gehren und der Stifter Emil Haupt. Der landsmannschaftliche Charakter der Corps war damals noch so stark, dass der Zusatz „Nassovia“ den Übertritt von Teutonen bewirkte, die aus dem Herzogtum Nassau stammten. Darunter waren die Stifter Friedrich Großmann, Wilhelm Spieß und Eduard Lindpaintner. Die anderen Stifter Wilhelm Ammann, Wilhelm Dörr, Hermann Trägel und Carl Trägel sowie die ersten Füchse Ferdinand Conradi und Ludwig Seyberth kamen ebenfalls aus Nassau. Als Weilburger Abiturient war Haupt Göttinger Nassauer gewesen. So ist der 15. Juli 1839 das Stiftungsdatum der Hasso-Nassovia; der Zusatz „Nassovia“ verdeckt aber ihre Geschichte als unmittelbare Fortsetzung der alten Hassia.
Im Reichstag (Norddeutscher Bund) saßen die Marburger Hessen Karl Bernhardi und August Kugler und die Hessen-Nassauer Carl Braun und Wilhelm Liebknecht. Im Preußischen Abgeordnetenhaus saßen Gottlob Freiherr Wolff von Gudenberg und Theodor Schilling.

### Neuere Geschichte

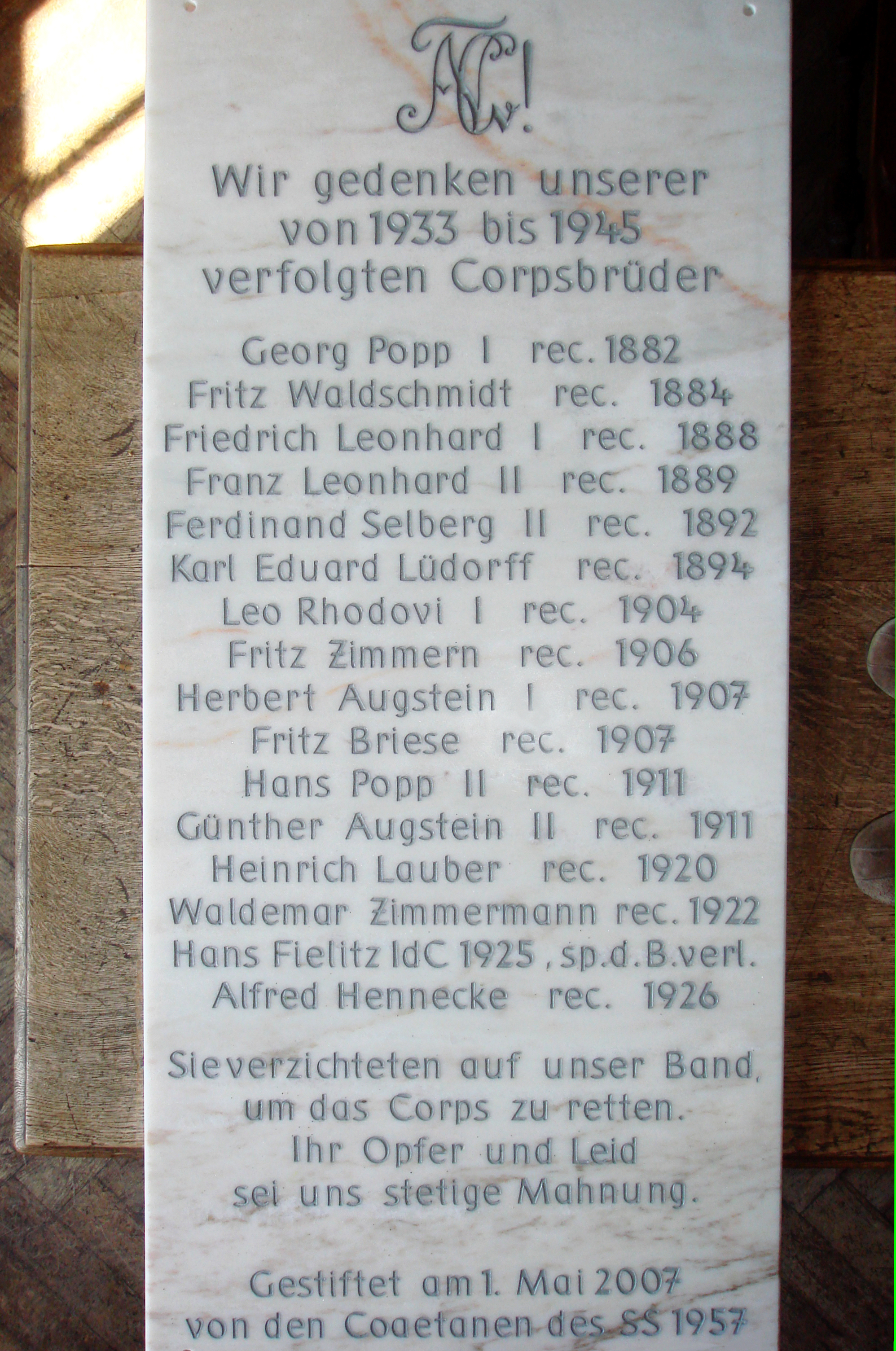
Gedenktafel (2007)

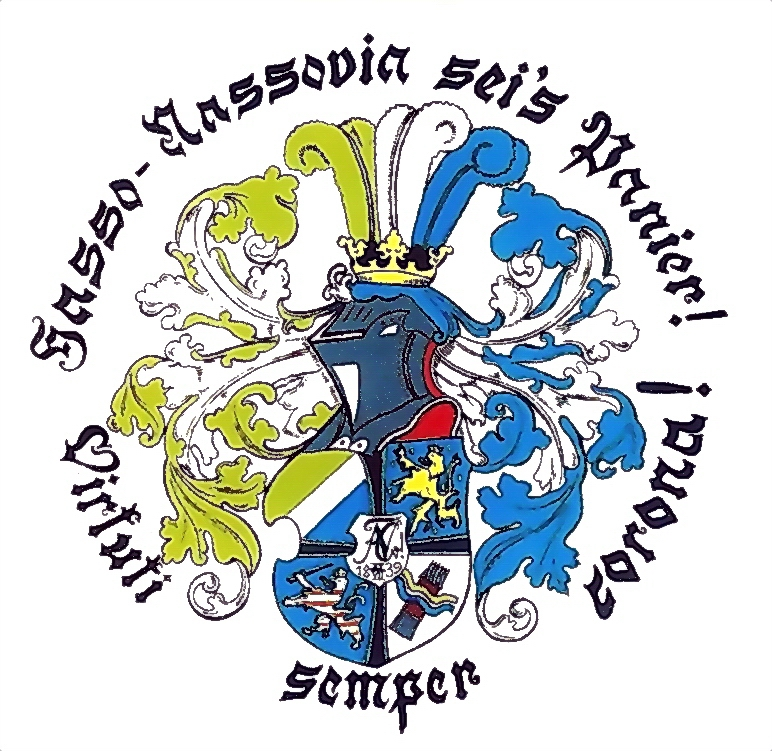
Neues Wappen des Corps Hasso-Nassovia

1876, 1918 und 1919 stellte Hasso-Nassovia die Vorsitzenden des oKC. Am 16. März 1920 wurde der frühere Marineoffizier Bogislav von Selchow bei einer Besprechung unter der Leitung des Erstchargierten der Hasso-Nassovia zum Führer des Studentenkorps Marburg (Stukoma) gewählt. Die Versammlung fand auf dem Hessen-Nassauer-Haus statt, weil das Corps damals den Vorsitz des Marburger Waffenrings hatte. Zweck der Vereinigung war die aktive Unterstützung des Kapp-Putschs und der Schutz der Korporationshäuser vor einem befürchteten Sturm durch kommunistische Arbeiter. Nach dem Zusammenbruch des Putschs wurde das Stukoma auf Wunsch der Reichswehr in Thüringen eingesetzt, wo sechs Mitglieder des Corps an den Morden von Mechterstädt beteiligt waren.
Am 16. Juli 1933 führte das Corps das Führerprinzip ein. Unter dem Druck des Allgemeinen Deutschen Waffenrings und des KSCV bekannte sie sich auch zum Arierparagraphen. Daraufhin legten die sechzehn betroffenen Corpsbrüder 1933/34 das Band nieder. Das Ehrenmitglied Rudolf Brunzlow dankte ihnen 1946 „für das schwere Opfer“. An Georg Popp, Fritz Waldschmidt, Friedrich Leonhard, Franz Leonhard, Ferdinand Selberg, Karl Eduard Ludorff, Leo Rhodovi, Fritz Zimmern, Herbert Augstein, Fritz Briese, Hans Popp, Günther Augstein, Heinrich Lauber, Waldemar Zimmermann, Hans Fielitz und Alfred Hennecke erinnert seit 2007 eine Gedenktafel in der Eingangshalle von Hasso-Nassovias Corpshaus.
Die Inschrift lautet:
Wie alle anderen Marburger Verbindungen löste Hasso-Nassovia sich am 20. Mai 1936 auf; die Altherrenschaft bestand aber weiter. Ab 1938 unterstützten Alte Herren die Kameradschaft Allmenroeder. Ende 1946 schlossen sich elf Studenten (alle ehemalige Soldaten) zur Studentengemeinschaft Hessen zusammen. Unter dem Schutz von Franz Leonhard wurde sie von der Altherrenschaft unterstützt, bis sie am 16. Juli 1950 im rekonstituierten Corps Hasso-Nassovia aufging.

## Corpshaus

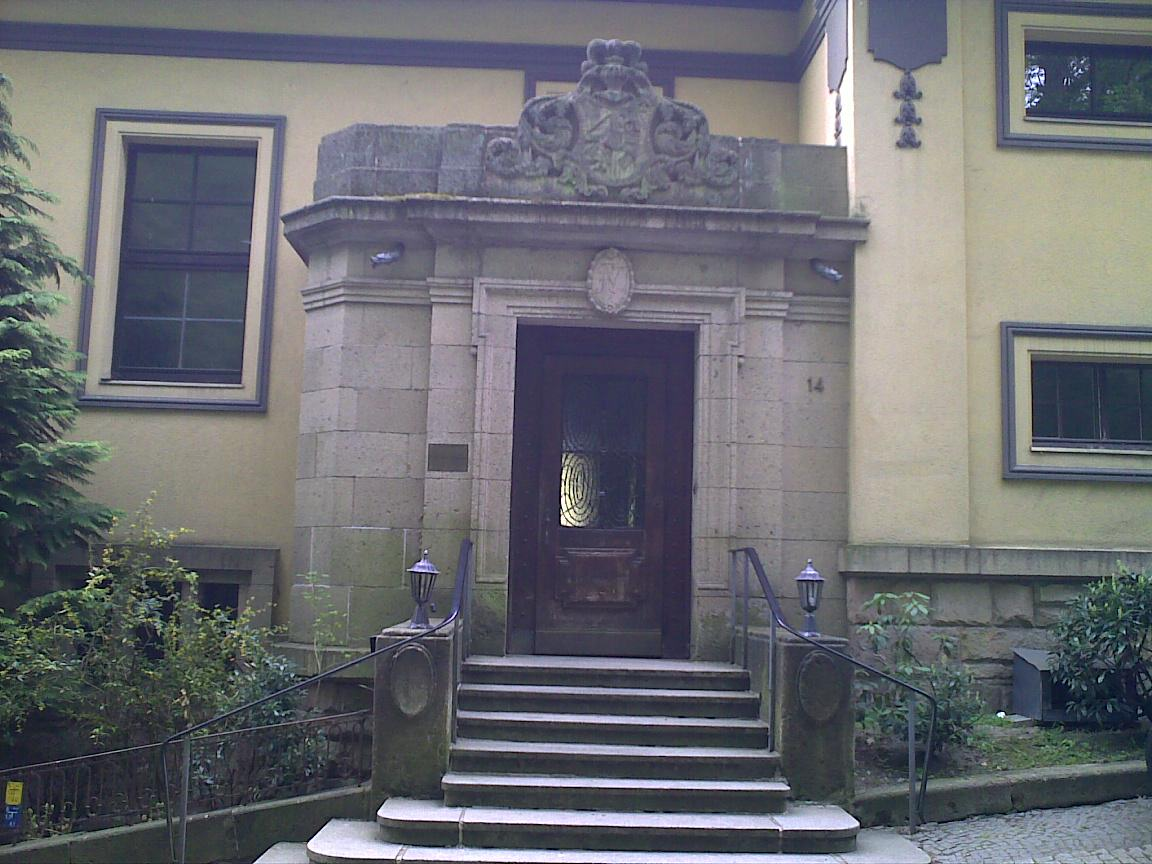
Eingang

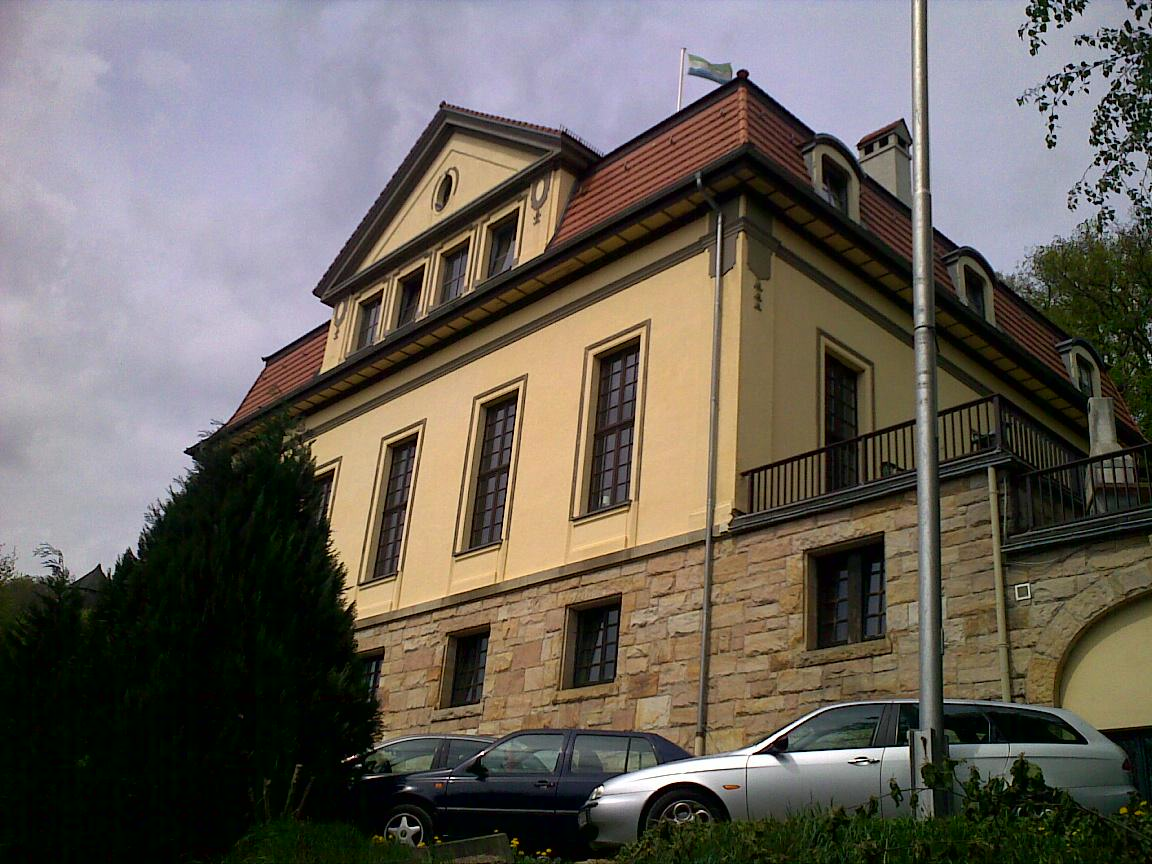
Corpshaus, Gartenseite

Im Jahre 1888 wurde das erste Corpshaus gebaut. Aus Platzgründen musste es dem heutigen Corpshaus, das 1909 in der Lutherstraße errichtet wurde, weichen.

## Verhältnisse
Kartelle
Corps Nassovia Würzburg
Corps Rhenania Bonn
Corps Suevia Freiburg
Corps Baruthia Erlangen
Corps Franconia Tübingen
Corps Borussia Halle
Corps Saxonia Leipzig
Befreundet
Corps Rhenania Heidelberg
Mit dem 1936 suspendierten und 2001 erloschenen Corps Hansea Königsberg stand Hasso-Nassovia ebenfalls in einem Kartellverhältnis (seit 1920). Hansea ging größtenteils im Corps Albertina Hamburg auf.

## Mitglieder
In alphabetischer Reihenfolge

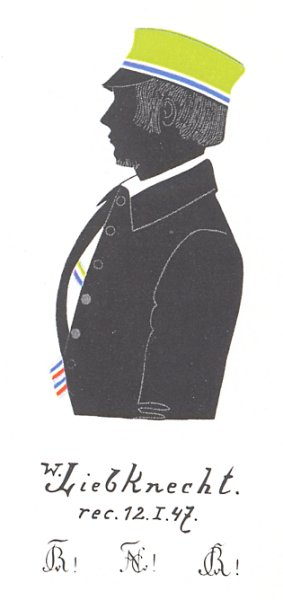
Wilhelm Liebknecht (1847)

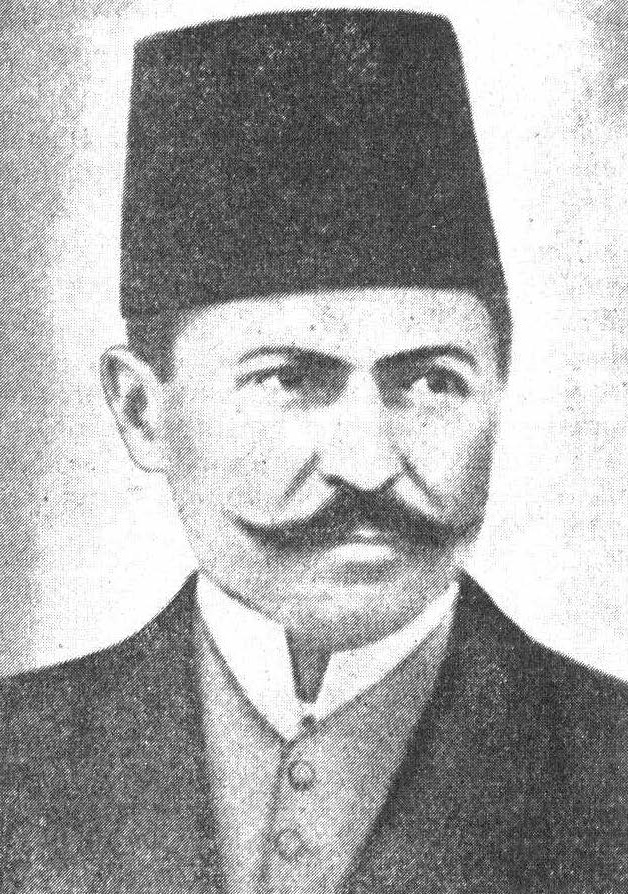
Julius Wieting Pascha

- Curt Adam (1875–1941), Ophthalmologe
- Christian Albers (1870–1944), Notar, MdBB
- Walter Bauer (1877–1960), Theologe
- Alexander Baustädt (1828–1905), Präsident des Konsistoriums in Stade
- Friedrich Beneke (1853–1901), Altphilologe, Gymnasiallehrer in Oldenburg, Bochum und Hamm
- Friedrich Benthaus (1884–1978), Manager des Steinkohlenbergbaus, Mitglied des Direktoriums der Friedrich Krupp AG
- Hans Berckemeyer (1873–1957), Ehrenmitglied, Industriejurist im Bergbau
- Hermann Bickell (1844–1897), Kreisdirektor in Zabern
- Hans Bielenberg (1883–1970), Jurist und Kommunalpolitiker
- Fritz Bierhaus (1879–1965), Industrieller
- August Blencke (1868–1937), Orthopäde und Hochschullehrer
- Bernhard Blencke (1903–1979), Orthopäde und Hochschullehrer
- Dieter Bock (1939–2010), Unternehmer und Hotelier
- Karl Braun (1822–1893), nationalliberaler Politiker
- Philipp Broemser (1886–1940), Physiologe, Rektor der LMU
- Hugo Brunner (1853–1922), Historiker, Direktor der Landesbibliothek in Kassel
- Axel Bruns (1915–1990), Hauptmann, Ritterkreuzträger, Oberkreisdirektor in Celle
- Otto Butterlin (1900–1956), Chemiker und Kunstmaler in Mexiko
- Carl Claus (1835–1899), Zoologe und Anatom
- Paul Cormann (1868–1952), Präsident des Oberlandesgerichts Stettin
- Fritz Cropp (1887–1984), Arzt, Medizinalbeamter und Nationalsozialist
- Gottfried Drenckmann (1889–1977), Mühlenbesitzer, Unternehmer und Stadtrat in Magdeburg
- Walter Drenseck (1941–2011), Steuerrechtler, Bundesrichter
- Albert Duncker (1843–1886), Lehrer und Bibliothekar
- Rudolf Theis Eden (1883–1925), Chirurg (Eden-Hybinette-Plastik)
- Erich Eichelberg (1912–1989), Oberstadtdirektor in Celle
- Hermann Ernst Endemann (1796–1846), Rechtswissenschaftler, Rektor der Philipps-Universität
- Herwart Fischer (1885–1938), Rechtsmediziner
- Joachim Fischer (1910–1988), Oberstadtdirektor in Osnabrück
- Karl Fouquet (1855–1937), General
- Otto von Gehren (1817–1896), Landrat, MdR, MdHdA, Ehrenbürger der Stadt Homberg (Efze)
- Philipp von Gehren (1868–1931), Rittergutsbesitzer, Landrat in Goldap
- Reinhard von Gehren (1865–1930), Landrat, Landeshauptmann für die Provinz Hessen-Nassau, MdHdA
- Nicola Geisse-Winkel (1872–1932), Opernsänger (Bariton)
- Felix Genzmer (1878–1959), Rechtshistoriker und Skandinavist
- Theodor Gies (1845–1912), Professor für Chirurgie an der Universität Rostock
- Carl Götz (um 1820–1879), Landrat in Hünfeld
- Karl Grimm (1826–1893), Jurist, MdR
- Salomon Hahndorf (1801–1890), Journalist und Politiker
- Adolf Harbers (1860–1918), Versicherungsjurist
- Adolf Hasenkamp (1874–1936), Professor für Nationalökonomie an der TH Danzig
- Walter Hassenpflug (1855–1921), Landrat in Strelno, Kurator der Philipps-Universität, Abgeordneter im Provinziallandtag der Provinz Hessen-Nassau und im Kurhessischen Kommunallandtag
- Hermann Hengsberger (1900–1987), Bundesrichter
- Heinrich Heppe (1820–1879), evangelischer Theologe
- Karl Herquet (1832–1888), Archivar und Historiker
- Helmuth Hertling (1891–1942), Meeresbiologe
- Karl Hertzog (1875–1960), Oberbürgermeister von Merseburg
- Heinrich Hildebrand (1866–1940), Ordinarius für Rechtsmedizin in Marburg
- Albert Hoffa (1859–1907), Chirurg und Orthopäde
- Kurt Hofmeier (1896–1989), Kinderarzt
- Wolfram Hucke (1914–2011), Botschafter in Guatemala und Kuba
- Ernst Hueter (1896–1954), Professor für Theoretische Elektrotechnik
- Maximilian Jahrmärker (1872–1943), Psychiater in Marburg
- Adolf Kempkes (1871–1931), Mitgründer der Deutschen Volkspartei, 1923 Chef der Reichskanzlei
- Wilhelm Kiesselbach (1839–1902), HNO-Professor in Erlangen
- Werner Kindler (1895–1976), HNO-Arzt und Hochschullehrer in Solingen, Berlin und Heidelberg
- Bruno Kirchhof (1890–1976), Jurist, Verwaltungsbeamter, Bürgermeister von Detmold, MdL Nordrhein-Westfalen (FDP)
- Otto Klepper (1888–1957), Jurist und preußischer Finanzminister
- Ernst Koch (1808–1858), Dichterjurist
- Richard Küch (1860–1915), Physiker und Chemiker
- Hermann Kümmell (1852–1937), Chirurg
- Franz Leonhard (1870–1950), Rechtswissenschaftler in Marburg
- Richard Lepsius (1885–1969), Chemiker und Reichsrichter
- Kurt von Lettow-Vorbeck (1879–1960), Jurist, Landrat in Cochem und Prenzlau, Politiker (DNVP)
- Gerhard Littmann (1910–1973), Polizeipräsident in Frankfurt am Main
- Walter Lochte-Holtgreven (1903–1987), Physiker
- Hermann Loerbroks (1883–1954), Generalstaatsanwalt in Berlin
- Georg Lucas (1865–1930), Präsident des Reichswirtschaftsgerichts
- Carl Ludwig (1816–1895), Ehrenbürger von Leipzig, Stifter der Hasso-Nassovia
- Emil Mannkopff (1836–1918), Ordinarius für Innere Medizin in Marburg
- Karl Erich Marung (1876–1961), Arzt und Ministerialbeamter
- Viktor von Meibom (1821–1892), Rechtswissenschaftler in Rostock, Tübingen und Bonn
- Peter Friedrich Mengel (1884–1967), Verwaltungsjurist
- Hans Meyer (1897–1963), Bundesrichter
- Alfred Richard Meyer (1882–1956), Schriftsteller, Lyriker und Verleger
- Eduard Müller (1876–1928), Mediziner und Hochschullehrer (Innere Medizin, Neurologie, Infektionskrankheiten)
- Peter Oltmanns (1913–1990), Oberkreisdirektor in Zetel
- Julius Oppermann (1825–1880), demokratischer Journalist zur Zeit der Deutschen Revolution 1848/49 in Nassau
- Hans von Pezold (1870–1935), Sexualpädagoge
- Karl Heinrich Piderit (1857–1918), Landrat in Detmold
- Georg Popp (1861–1943), Kriminalist
- Ludwig Poppelbaum (1866–1940), Senator der Stadt Göttingen, Bürgermeister und Ehrenbürger von Wesel
- Eckart Ranft (1925–2015), Präsident des Finanzgerichts Bremen
- Eduard Rehn (1880–1972), Chirurg
- Ludwig Rehn (1849–1930), Chirurg, 1896 erste Operation am offenen Herzen
- Johannes Reinmöller (1877–1955), Kieferchirurg in Rostock und Würzburg
- Albert Ruppersberg (1854–1930), Pädagoge und Heimatforscher im Saarland
- Wilhelm Scheffer (1844–1898), MdR
- Georg Schlüter (1859–1938), Bürgermeister von Greifswald
- Adolf Schmidtmann (1851–1911), Gründer des Instituts für Wasser-, Boden- und Lufthygiene
- Carl Schönemann (1854–1920), Augenarzt, Standespolitiker
- Fritz Schoenemann (1887–1964), Berghauptmann im Saarland
- Ludwig Seyberth (1818–1910), Amtmann des Amtes Rüdesheim, Landrat des Kreises Biedenkopf
- Wilhelm Seyberth (1849–1937), Geheimer Justizrat, MdHdA
- Hans Siefart (1881–1958), Wirtschaftsjurist
- Heinz Dietrich Stoecker (1915–1998), Jurist, Botschafter in Schweden und Bulgarien
- Thomas Strieder (* 1957), Jurist, Botschafter in der Republik Kongo
- Friedrich Suntheim (1849–1927), Reichsgerichtsrat
- Karl Thewalt (1825–1895), Reichsgerichtsrat
- Werner Vogel (1907–1992), Jurist, Beamter, Politiker (NSDAP, Grüne)
- Hans Heinrich Wachs (1822–1895), Mediziner, Gutsbesitzer, MdR (NLP)
- Otto Wachs (1874–1941), Landrat der Kreise Jork und Süderdithmarschen, Vorstand der Landesbank der Provinz Schleswig-Holstein
- Otto Wachs (1909–1998), Sprecher des Vorstandes der HAPAG, Bronzemedaillengewinner bei den olympischen Segelwettbewerben 1936
- Rudolf Weber-Lortsch (1908–1976), Verwaltungsjurist und Bundesrichter
- Werner Wedemeyer (1870–1934), Jurist und Hochschullehrer, VAC-Vorsitzender
- Haimar Wedemeyer (1906–1998), Sohn von Werner Wedemeyer, Jurist in der Finanzverwaltung, Olympiasegler und U-Boot-Kommandant
- Carlos Wetzell (1890–1973), Industrieller
- Julius Wieting (1868–1922), Chirurg und Sanitätsoffizier, Pascha
- Peter Woeste (* 1959), deutscher Botschafter in Malawi und Ruanda
- Georg Wolff (1845–1929), Gymnasiallehrer und Archäologe
- Hermann Wolff von Gudenberg (1812–1880), Landrat
- Alfred Zintgraff (1878–1944), Schriftsteller, Forschungsreisender, Kanzler des Negus von Abessinien